# Centaurium grandiflorum
Centaurium grandiflorum är en gentianaväxtart. Centaurium grandiflorum ingår i släktet aruner, och familjen gentianaväxter.

## Underarter
Arten delas in i följande underarter:
- C. g. boissieri
- C. g. grandiflorum
- C. g. majus